# Paquetville
Paquetville ist eine kanadische Stadt in der Provinz New Brunswick im Gloucester County. Sie hat 720 Einwohner auf einer Fläche von 9,26 Quadratkilometern (Stand: 2016). Im Jahre 2011 betrug die Einwohnerzahl 705.

## Söhne und Töchter der Stadt
- Édith Butler (* 1942), Autor, Komponist, Musiker und Schauspieler
- Donat Chiasson (1930–2003), katholischer Geistlicher, Erzbischof von Moncton
- Donald Thériault (* 1946), katholischer Geistlicher, emeritierter Militärbischof von Kanada

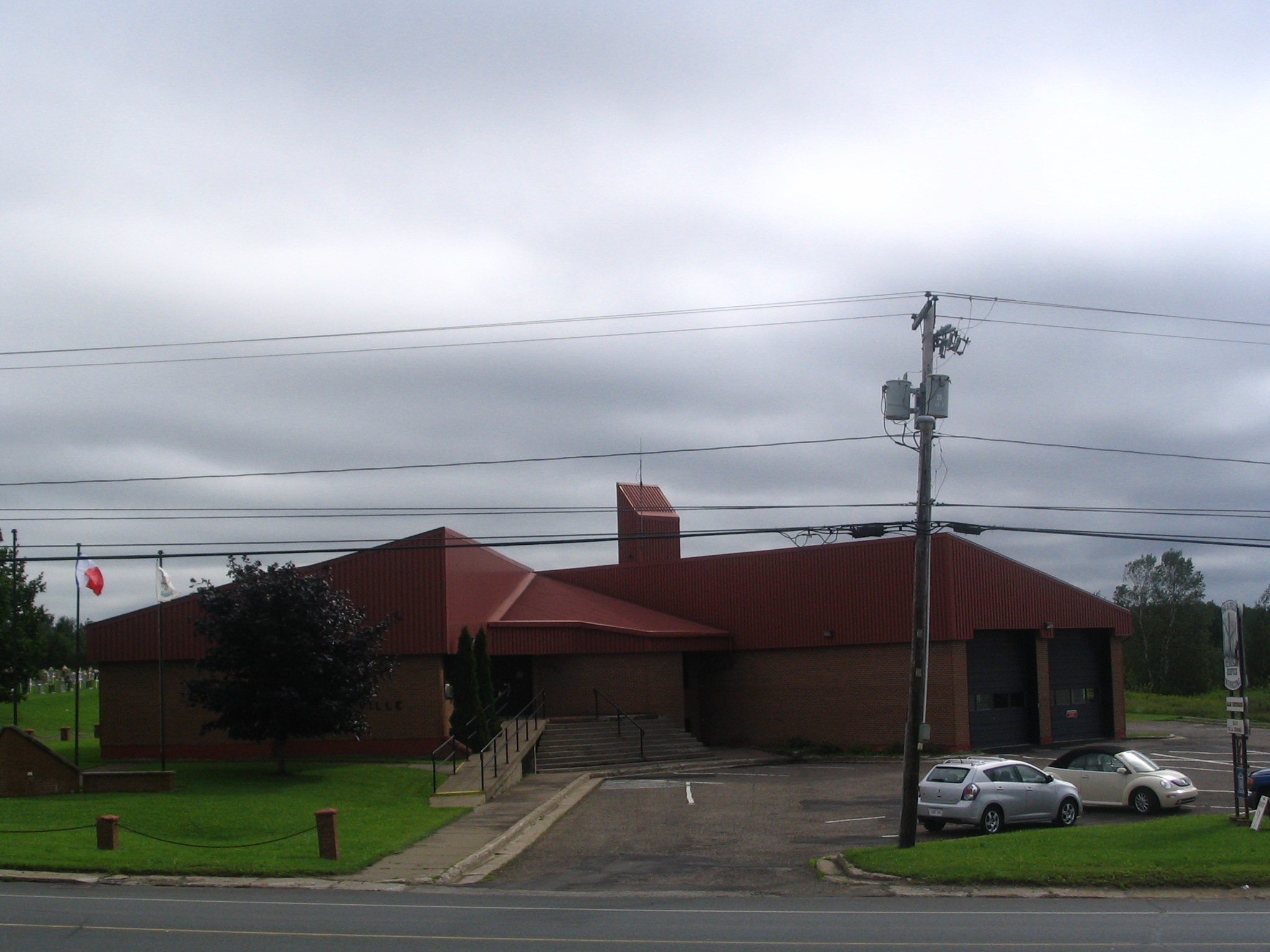
Rathaus von Paquetville.

## Bibliografie
- Donat Robichaud, Paquetville: pays de buttes et d'érables, 1993, ISBN 0969170629.